# Rowlesburg, West Virginia
Rowlesburg, West Virginia (енгл. Rowlesburg) град је у америчкој савезној држави Западна Вирџинија.

## Демографија
По попису из 2010. године број становника је 584, што је 29 (-4,7%) становника мање него 2000. године.
| Група             | 2000.       | 2010.       |
| Белци             | 604 (98,5%) | 581 (99,5%) |
| Афроамериканци    | 1 (0,2%)    | 0 (0,0%)    |
| Азијати           | 2 (0,3%)    | 0 (0,0%)    |
| Хиспаноамериканци | 0 (0,0%)    | 0 (0,0%)    |
| Укупно            | 613         | 584         |